# Сазерленд-Боггс, Джин
Грейс Джин Сазерленд-Боггс (1922, Негритос, Перу — 22 августа 2014, Оттава, Канада) — канадская и американская учёная-искусствовед, специалист по творчеству Дега. Сазерленд-Боггс, компаньон ордена Канады с 1992 года и член Королевского общества Канады, была директором Национальной галереи Канады и Художественного музея Филадельфии, а также профессором истории искусства в Университете Вашингтона в Сент-Луисе и Гарвардском университете.

## Ранние годы и начало научной карьеры
Джин Сазерленд-Боггс родилась в 1922 году в Негритос, Перу (словарь историков искусства указывает в качестве альтернативного места рождения Филадельфию) в семье Оливера Десмонда Боггса и Хьюмии Маргерит Боггс. Её родители были канадскими служащими компании International Petroleum (дочернего предприятия Standard Oil) — отец как геолог, а мать как школьный учитель. После возвращения в Канаду Джин, старший ребёнок в семье, сначала училась в Альма-колледже неподалёку от дома родителей матери в Сарнии, а затем в средней школе в Кобурге (Онтарио).
Во время проживания в Кобурге мать Джин, любительница искусства, заметила у дочери художественные задатки, оборудовала для неё студию и наняла частного преподавателя, обучавшего её живописи. Однако когда Джин начала изучать искусство в Торонтском университете, она пришла к выводу, что для самостоятельной карьеры художника у неё недостаточно таланта. Несколько сохранившихся картин Джин Боггс по её требованию никогда не выставлялись их владельцами. После получения первой академической степени в Торонто Джин продолжила обучение в Рэдклифф-колледже, одном из старейших женских вузов США, в настоящее время являющемся частью Гарвардского университета. Там она получила степень магистра в 1947 году, а шесть лет спустя защитила диссертацию доктора философии на тему «Групповые портреты Дега».
Отработав в 40-е годы непродолжительное время в Монреальском музее изящных искусств, Сазерленд-Боггс ещё в годы работы над диссертацией начала преподавать в американских вузах. В 1948—1949 годах она преподавала искусствоведение в колледже Скидмор (Саратога-Спрингс), а с 1949 по 1952 год — в колледже Маунт-Холиок в Массачусетсе. После получения докторской степени Сазерленд-Боггс стала преподавателем искусствоведения в Калифорнийском университете в Риверсайде, где оставалась с 1954 по 1962 год, в том числе в последние годы — в звании адъюнкт-профессора. В последний год работы в Калифорнии была издана монография Сазерленд-Боггс, посвящённая портретному искусству Дега.

## Во главе художественных музеев
В 1962 году Джин Сазерленд была приглашена на пост куратора Художественной галереи Онтарио в Торонто. За два года в этой должности она подготовила крупные выставки Делакруа, Пикассо и Каналетто. Гайд Шеферд, бывший сотрудник Сазерленд, пишет, что по качеству и организационной сложности эти ретроспективы представляли собой новый уровень в развитии канадских художественных музеев. В 1964 году Сазерленд вернулась к преподаванию истории искусства, став полным профессором в Университете Вашингтона в Сент-Луисе — одной из немногих женщин, носивших в США это звание в описываемый период.
В июне 1966 года Сазерленд заняла должность директора Национальной галереи Канады, заменив в этой роли ушедшего на пенсию Чарльза Комфорта. Она стала первой женщиной и первым дипломированным историком искусства на этом посту и занимала его десять лет. В 1967 году под руководством Сазерленд были оборудованы павильоны искусств для монреальской Всемирной выставки. После этого она посвятила себя реконструкции и расширению галереи, в это время располагавшейся в десятиэтажном офисном здании. При Сазерленд было дано начало фотографической коллекции Национальной галереи, которая также впервые начала экспонировать работы американских авторов, которые до этого не приобретались исходя из аргумента, что их можно увидеть всего в нескольких часах пути от Оттавы в Чикаго и Нью-Йорке. Были приобретены произведения Розенквиста, Поллока, Сигала, вызвавшая неоднозначную реакцию критиков инсталляция Энди Уорхола «Brillo». Благодаря канадским меценатам коллекция галереи пополнилась работами ведущих канадских авторов. Также в эти годы в экспозиции галереи появилось полное внутреннее убранство разрушенной в 1972 году часовни Ридо-стрит, а также работы таких мастеров, как Бернини, Канова, Рембрандт, Дега, Гоген, ван Гог, Климт и другие. В общей сложности за время пребывания Сазерленд на посту директора галереи были приобретены 8620 произведений. Национальная галерея начала организовывать выставки, равных которым по размаху и научному подходу в Канаде до этого не бывало. Одну только ретроспективу Дега увидели 930 тысяч посетителей.
Однако Сазерленд не была полностью свободна в своих действиях, оставаясь подотчётной Корпорации национальных музеев Канады. В 1976 году она ушла с поста директора Национальной галереи и снова вернулась к преподавательской работе — на этот раз как профессор искусствоведения в Гарварде. В 1978 году она была назначена на пост директора Художественного музея Филадельфии (став первой женщиной во главе крупной художественной галереи в США). Несмотря на высокую репутацию, в этот период филадельфийский музей был убыточным, но члены попечительского совета не были готовы начать полномасштабную кампанию по сбору средств. В этих условиях академические интересы Сазерленд вступали в противоречие с поставленной целью обновления вверенного ей музея. Тем не менее ей удалось приобрести для филадельфийской коллекции «Красное ню» Дега и организовать несколько крупных выставок — «Воплощения Шивы», «Футуризм и международный авангард» и ретроспективу Томаса Икинса.

## Дальнейшая карьера
В 1982 году официальной Оттавой было принято решение о формировании Строительной корпорации канадских музеев, которая должна была заняться возведением новых зданий двух музеев — Национальной галереи и антропологического Музея человека (ныне Канадский музей истории). Строительство планировалось завершить в течение пяти лет. Премьер-министр Канады Пьер Трюдо лично обратился к Джин Сазерленд с просьбой возглавить эту организацию. Сазерленд потратила значительное время и усилия на поиски архитектора для Национальной галереи, остановившись на кандидатуре Моше Сафди. Однако в преддверии выборов правительство Трюдо срезало ассигнования на музейный проект, которые изначально должны были составить 185 миллионов долларов. Кроме того, сама Сазерленд стала объектом критики за то, что не сделала достоянием гласности имена архитекторов, кандидатуры которых рассматривались до выбора Сафди, а также за то, что в процессе отбора не советовалась ни с одним сколько-нибудь известным архитектором. В итоге новое канадское правительство Брайана Малруни уволило Сазерленд в 1985 году, посчитав предложенный проект чересчур сложным и дорогостоящим. Тем не менее строительство музеев продолжалось и было успешно завершено к концу 80-х годов.
После отставки Сазерленд преподавала в Карлтонском университете (Оттава), Университете Кейс Вестерн резерв (Кливленд) и Еврейском университете в Иерусалиме. В 1988 году ей была подготовлена первая выставка, проведённая в новом здании Национальной галереи Канады — очередная ретроспектива Дега, а позже, в 1992 году — ретроспектива Пикассо, прошедшая в Художественном музее Кливленда, Художественном музее Филадельфии и парижском Большом дворце. Её заслуги были отмечены производством в звание офицера ордена Канады в 1974 году, а затем в звание компаньона ордена Канады в 1992 году; она также была членом Королевского общества Канады и почётным доктором семнадцати университетов.
Последние годы жизни Джин Сазерленд-Боггс провела в Монреале. Она активно помогала своей сестре, дав кров ей и двум её детям в дни тяжёлой болезни зятя. Сазерленд-Боггс умерла в 2014 году в возрасте 92 лет незамужней и бездетной.

## Монографии
- Group Portraits by Degas. Radcliffe College, 1953
- Portraits by Degas. Berkeley: University of California Press, 1962
- Drawings by Degas. St. Louis: City Art Museum of Saint Louis, 1966
- Picasso et la Suite Vollard/Picasso and the Vollard Suite. Ottawa: National Gallery of Canada, 1971
- Degas and New Orleans: a French Impressionist in America. New Orleans: New Orleans Museum of Art, 1999